# Hamidou Laanigri
Hamidou Laanigri, né en 1939 à Meknès et mort le 10 septembre 2023 à Rabat, est un général marocain, chef du service de renseignement du ministère marocain de l'Intérieur.
Laanigri a souvent été accusé d'actes de torture en relation avec la détention de militants islamistes après les attentats de Casablanca en 2003 et en relation avec le centre d'interrogatoire secret de Temara.

## Biographie

### Jeunesse et études
Hamidou Laanigri est né à Meknès au Maroc en 1939,. En 1956, il commence sa carrière militaire en tant que caporal auprès du général Driss Benomar, également originaire de Meknès. Le général Benomar envoi Laanigri d'abord à l'école militaire d'Ahermoumou puis à l'école des officiers de Dar al-Bayda (Académie des officiers de Meknès), où il obtient le grade de sous-lieutenant,.
En 1960, il est déployé à Zag puis quelques mois à Agadir. En 1962, il rejoint un an plus tard la Gendarmerie royale marocaine et est affecté à Tanger puis à Kénitra.

### Carrière en gendarmerie
En 1977, alors qu'il est colonel à la gendarmerie, il dirige l'unité militaire déployée au Zaïre pour aider Mobutu à réprimer la première rébellion du Shaba.
En 1979, il est envoyé aux Émirats arabes unis en tant qu'instructeur de sécurité. Il ne rentre au Maroc qu'en 1989.

### Sous Mohammed VI
En septembre 1999, il est promu par Mohammed VI à la tête de la Direction générale de la surveillance du territoire (DGST) en remplacement de Driss Basri. Il est recommandé pour ce poste par le général Kadiri.
En septembre 2006, il quitte la DGST et est nommé Inspecteur général des forces auxiliaires. Fin 2012, une rumeur dit qu'il a pris sa retraite, mais en janvier 2014, il est signalé comme chef de l'unité paramilitaire.
Laanigri est l'instigateur des Groupes urbains de sécurité, qui ont été dissous après son départ de la direction de la police.
En septembre 2011, Laanigri survit à un accident de la route.

### Mort
Hamidou Laanigri meurt le 10 septembre 2023 à l'âge de 84 ans,,.